# Будо-Орловецька
Бу́до-Орлове́цька — село Черкаського району Черкаської області в Україні, у складі Мліївської сільської громади. Розташоване за 15 км від міста Городище та за 13 км від залізничної станції Цвіткове. Населення — 417 осіб (на 2010 рік).

## Історія
Поблизу села виявлено поселення трипільської культури (IV—III тисячоліття до н. е.), ранньоскіфське (VII—VI століття до н. е.) та ранньослов'янське городище (VII—VIII століття н. е.).
Село засноване на початку XVII століття. Перша частина назви походить від назви примітивної будови в лісі для виварювання поташу, смоли, дьогтю, деревного вугілля. Друга частина — територіальне розташування поблизу села Орловця. У 1625 році воно згадується як «Будище» і належало Ірдинсько-Преображенському монастирю, який знаходився за три версти від Старосілля над Ірдинським болотом. Під час повстань у цьому краї Ірдинський монастир було зовсім розорено, а повної руйнації він зазнав близько 1709 року. На місці старого монастирського саду з 1773 році почав будуватися Виноградський Успенський монастир. Монастирю належали поселення Будище, Старосілля та інші угіддя.
У 1825 році в Буді-Орловецькій збудовано поташний завод. Пізіше був відкритий завод черепичних форм для цукру.
У середині 19 століття за даними Лаврентія Похилевича в селі мешкало 883 православних, 9 римокатоликів і 14 євреїв. Приходська церква була дерев'яна, 7-го класу, в ім'я Покрова Пресвятої Богородиці, побудована в 1792 році на місці старої, 1750-го року побудови.
До Жовтневого перевороту село належало поміщику Меренгу, у якого було 2 250 десятин землі, а на 1 466 осіб селян припадало 527 десятин.
У 1929 році, під час примусової колективізації, було створено колгосп імені Шевченка, який у 1958 році перейменовано в імені Жданова, а на початку 1990-х — у КСП «Зоря».
Село постраждало внаслідок геноциду українського народу, проведеного окупаційним урядом СССР 1932—1933 та 1946–1947 роках. Під час Голодомору 1932—1933 років померло щонайменше 32 жителі села.
Під час радянсько-німецької війни на фронт пішов 221 житель села, з них 140 загинуло, 51 нагороджено орденами і медалями. На їх честь в селі споруджено обеліск Слави.
23 грудня 1943 року в бою за село дивізіоном 10-го артилерійського полку 7-ї гвардійської повітрянодесантної дивізії було знищено три танки "Пантера", 4 бронетранспортери, три 76-мм гармати, дев'ять дзотів, до 200 німецьких солдат і офіцерів. Підрозділ відбив 3 ворожі контратаки. За керівництво дивізіоном гвардії капітан Михайло Звєрєв був нагороджений орденом Вітчизняної війни І ступеня.
У 1969 році у селі побудовано цегельний завод, який щоденно виробляв 25 тисяч доброякісної цегли.
Станом на 1972 рік в селі мешкало 1 114 чоловік. Працювала восьмирічна школа, у якій навчалося 126 учнів, клуб на 250 місць, бібліотека з фондом 9,3 тисяч книг, фельдшерсько-акушерський пункт. Колгосп імені Жданова, що обробляв 1 179 га землі, у тому числі 999 га орної. Виробничим напрямом колгоспу було вирощування зернових культур та м'ясо-молочне тваринництво.

## Сучасність
У селі працюють установи: сільський центр культури та дозвілля, сільська бібліотека, фельдшерсько-акушерський пункт тільки по четвергам, відділення зв'язку, сільська рада, працює одна торговельна точка і це все.
Автобус до Сміли відправляється тільки із сусіднього села, а до Городища тільки кожної п'ятниці або разом зі школярами, коли вони їдуть на навчання.
Працює в селі ТОВ «Приват-Агро Черкаси», яке орендує земельні частки (паї) громадян та державні землі сільської ради. Також орендуються багаторічні насадження (садки) площею 33,93 га. Ставки мають площу в 18,1 га.

## Відомі люди
В селі народились:
- Погрібний Данило Кононович (1896—1965) — Герой Радянського Союзу.
- Руденко Андрон Пилипович (1919—2015) — кавалер 4-х медалей «За відвагу»[7]
- похований Синчак Анатолій Анатолійович (1972—2015) — молодший сержант Збройних сил України, учасник російсько-української війни.